# Manuel González Hontoria
Manuel González-Hontoria y Fernández Ladreda (Trubia, 31 de enero de 1878 - Madrid, 26 de octubre de 1954) fue un diplomático y político español, ministro de Estado durante el reinado de Alfonso XIII.

## Biografía
Nacido el 31 de enero de 1878 en Trubia, era hijo del Mariscal de Campo y Brigadier de la Armada Española José González Hontoria.
Miembro del Partido Liberal, fue elegido diputado por Alicante en las elecciones de 1913, 1918 y 1919. En 1921 pasó al Senado como senador vitalicio. Fue también Gentilhombre de cámara con ejercicio del rey Alfonso XIII.
Buen conocedor del Ministerio de Estado del que fue subsecretario entre 1911 y 1913, alcanzó la titularidad de la cartera entre el 15 de abril y el 20 de julio de 1919, en un gobierno presidido por Antonio Maura, cargo que volvería a ocupar entre el 14 de agosto de 1921 y el 8 de marzo de 1922 en un nuevo gabinete Maura.
Como diplomático participó en la Conferencia Internacional de Algeciras (1906), y en la negociación del tratado hispanofrancés de 1912. Es autor de un "Tratado de Derecho Internacional" y de "El protectorado francés en Marruecos".
Tras la guerra civil española formó parte del comité monárquico fundado en marzo de 1943 para promover la causa del pretendiente al trono don Juan de Borbón frente al general Franco que se negaba a abandonar el poder y dar paso a la restauración de la monarquía